# Herennia oz
Herennia oz är en spindelart som beskrevs av Kuntner 2005. Herennia oz ingår i släktet Herennia och familjen Nephilidae.
Artens utbredningsområde är Northern Territory, Australien. Inga underarter finns listade i Catalogue of Life.